# Corps de ballet

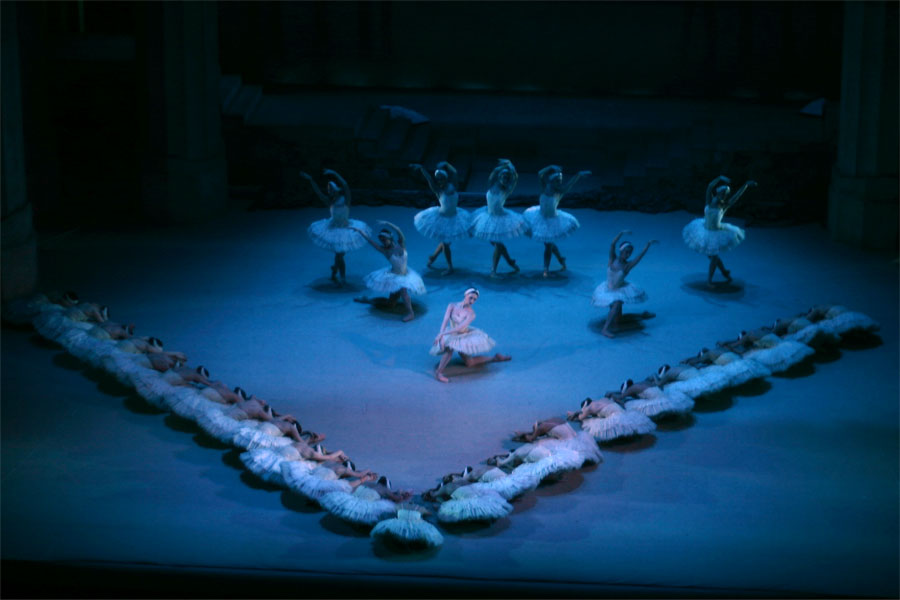
Dans cette scène extraite du Lac des cygnes, le corps de ballet forme un V dont la pointe est dirigée vers le devant de la scène et attire l'attention du spectateur en direction du danseur principal qui évolue sous la lumière des projecteurs. Les danseuses situées à l'arrière font également partie du corps de ballet et forment une sorte de toile de fond.

Le corps de ballet est le groupe de danseurs dont les membres ne sont pas des solistes. Ils font partie intégrante et permanente de la compagnie de ballet et travaillent fréquemment en toile de fond pour mettre en valeur les danseurs principaux. Un corps de ballet se produit sur scène comme s'il s'agissait d'une seule personne avec des mouvements parfaitement synchronisés et des positions précises. Des rôles spécifiques sont parfois chorégraphiés pour le corps de ballet tels que les flocons de neige et les fleurs du ballet Casse-noisette.